# Limnephilus bifidus
Limnephilus bifidus är en nattsländeart som beskrevs av Banks 1908. Limnephilus bifidus ingår i släktet Limnephilus och familjen husmasknattsländor. Inga underarter finns listade i Catalogue of Life.